# Гордієнко Сергій Володимирович
Гордіє́нко Сергі́й Володи́мирович; (нар.20 березня 1957, с. Новий Іржавець Оржицького району Полтавської області) — український політик, Народний депутат України 6-го скликання, член фракції КПУ (з листопада 2007 року), секретар Комітету з питань державного будівництва та місцевого самоврядування (з грудня 2007), 2-й секретар Оржицького Районного комітету КПУ.

## Біографія
Сергій Гордієнко народився 20 березня 1957 в селі Новий Іржавець на Полтавщині в сім'ї колгоспників.
По закінченні у 1974 році Староіржавецької середньої школи працював кочегаром цієї школи, а 1975 року став З завідувачем Новоіржавецького сільського клубу.
Протягом 1975—1977 роках проходив строкову військову службу у лавах Збройних сил СРСР.
У 1977 році став учителем фізичної культури та трудового навчання ЧутівськоІ восьмирічної школи, а у 1979—1981 роках обіймав посаду інструктора зі спорту колгоспу імені Ілліча Оржицького району Полтавської області.
У 1981 році став головою районної ради добровільного спортивного товариства «Колос».
1987 року закінчив Київський інститут фізичної культури.
У 1988 році обійняв посаду завідувача відділу організаційного забезпечення діяльності Оржицької районної ради Полтавської області, її постійних комісій і депутатів.
Протягом 1999—2002 років був керуючим справами виконавчого апарату Оржицької районної ради.
Під час парламентських виборів 2002 року був кандидатом в народні депутати України від КПУ на виборчому окрузі № 148 (Полтавська область), на якому його підтримали 12,52 % виборців, і посів 3-те місце.
У квітні 2002 — квітні 2006 років обіймав посаду голови Оржицької районної ради, а у травні 2006 — листопаді 2007 років був на посаді керуючого справами виконавчого апарату Оржицької районної ради.
На парламентських виборах 2006 року був кандидатом в народні депутати України від КПУ (№ 148 в списку).
Протягом цього часу був депутатом Оржицької районної ради трьох скликань.
На парламентських виборах 2007 року був обраний народним депутатом України шостого скликання за списком Комуністичної партії України (у списку — № 24). Того ж року закінчив Національну академію державного управління при Президентові України.
Один із 148 депутатів Верховної Ради України, які підписали звернення до Сейму Республіки Польща з проханням визнати геноцидом поляків події на Волині 1942—1944 років.

## Громадська діяльність
У 1981 році був прийнятий до Комуністичної партії України.

## Парламентська діяльність
У Верховній Раді України обіймає посаду секретаря Комітету Верховної Ради України з питань державного будівництва та місцевого самоврядування, члена Лічильної комісії Верховної Ради України шостого скликання, а також секретаря групи з міжпарламентських зв'язків з Королівством Норвегія, члена групи з міжпарламентських зв'язків з Чорногорією та члена групи з міжпарламентських зв'язків з Республікою Албанія.
Протягом 19 травня 2009 — 17 грудня 2009 року був членом Тимчасової слідчої комісії Верховної Ради України з питань розслідування обставин порушення Конституції України і законів України при проведенні позачергових виборів до Тернопільської обласної ради 15 березня 2009 року та фактів фальсифікації їх результатів, а з 3 листопада 2011 до 8 грудня 2012 року — членом Тимчасової спеціальної комісії Верховної Ради України з питання підготовки проекту Закону України про вибори народних депутатів України.
7 жовтня 2011 року став членом Тимчасової слідчої комісії Верховної Ради України з питань розслідування обставин, що призвели до ситуації, яка склалася довкола ЗАТ «Індар».

## Нагороди
- Почесною Грамотою Верховної Ради України
- Відзнака Асоціації міст України (2012)[8]

## Сім'я
Сергій Гордієнко одружений, має сина.